# قمشلو (افشار)
قمشلو روستایی در دهستان شیوانات بخش افشار شهرستان خدابنده استان زنجان ایران است.

## جمعیت
بر پایه سرشماری عمومی نفوس و مسکن در سال ۱۳۹۵ جمعیت این مکان ۶۸ نفر (۲۰خانوار) بوده‌است.